# El viatge de les seves vides (pel·lícula de 2017 de Roger Goldby)
El viatge de les seves vides (títol original en anglès, The Time of Their Lives) és una pel·lícula de comèdia britànica del 2017 dirigida i escrita per Roger Goldby i protagonitzada per Joan Collins com a Helen Shelley i Pauline Collins com a Priscilla. S'ha doblat i subtitulat al català.
La pel·lícula es va estrenar el 10 de març de 2017 al Regne Unit, seguida d'Austràlia, França i els països nòrdics a càrrec d'Universal Pictures i Independent Film Company.

## Repartiment
- Joan Collins com a Helen
- Pauline Collins com a Priscilla
- Franco Nero com a Alberto
- Ronald Pickup com a Frank
- Siân Reeves com a Sarah
- Joely Richardson com a Lucy
- Michael Brandon com a Harry Scheider